# فروزنده اربابی
فروزنده اربابی (۳ دی ۱۳۱۳ – ۱۲ خرداد ۱۳۹۶) از گویندگان رادیو ایران در دوره پیش از انقلاب بود.

## فعالیت‌ها
فروزنده اربابی فعالیت‌های گویندگی خود در رادیو را با گویندگی برنامه‌های تفریحی و سرگرمی آغاز کرد اما پس از مدتی کوتاه تهیه‌کنندگان رادیو تشخیص دادند که صدای وی برای برنامه‌های ادبی و هنری مناسب تر است. به دلیل صدای دلنشین و لحن بیانی که مختص او بود فروزنده توانست به یکی از گویندگان سرشناس قبل از انقلاب تبدیل شود. وی همچنین مجری برنامه گلها بود.
فروزنده به همراه چند گوینده زن دیگر رادیو منجمله روشنک و آذر پژوهش از شهرت بسیاری برخوردار بودند.
پس از انقلاب سال ۱۳۵۷ در ایران، فروزنده مغضوب دستگاه حکومت ایران شد و موفق به ادامه کارهای هنری اش در رادیو نشد.
فروزنده اربابی علاوه بر صدای خوب در زمینه ادبیات و هنر هم از دانش خوبی برخوردار بود و در نشریات نیز می‌نوشت.

## درگذشت
وی در ۱۲ خرداد ۱۳۹۶ در سن ۸۲ سالگی در تهران درگذشت.

## در ادبیات
زویا پیرزاد در صفحات ۵۸ و ۵۹ رمان چراغ‌ها را من خاموش می‌کنم که در دهه ۱۳۴۰ در آبادان روی می‌دهد، از فروزنده اربابی به عنوان گوینده رادیو نام برده‌است.